# Muséum d'histoire naturelle Victor-Brun
Le muséum Victor-Brun, à Montauban, en Occitanie, est installé dans l'ancien Hôtel de la Cour des aides de cette ville, à quelques mètres du musée Ingres-Bourdelle. 
 Le muséum accueille une importante collection d'animaux naturalisés et aussi une salle consacrée à la géologie et à l'archéologie préhistorique de la région, de même qu'une série de vitrines dédiées aux phosphatières.

## Fondation du Muséum
En 1852, les membres de la Société des Sciences, Agriculture et Belles-Lettres de Montauban décident de mettre en commun leurs collections respectives. Par arrêté municipal du 24 juin 1852, le Maire crée le Muséum et en confie l'organisation à la Société savante. Jean-Pierre Victor Brun (1805-1881), naturaliste et préhistorien, est très vite associé à cette création et en devient le conservateur le 1er juillet 1857. 

Cet érudit constitue les collections zoologiques du Muséum. Il dirige également des fouilles préhistoriques dans la vallée de l'Aeyron, entre 1864 et 1866 et découvre en mai 1864 le squelette paléolithique de la "Dame de Bruniquel", daté aujourd'hui de 15 300 ans.

## Conservation des espèces
Le Muséum est un Conservatoire dont la fonction est de "rassembler , de classer et de livrer à l'étude l'ensemble des productions naturelles du Tarn-et-Garinne", conformément à l'acte de fondation de la Commission du Muséum, créée l'année de l'ouverture de celui-ci. 

Ces fonctions évoluent avec le temps, puisque ses collections intègrent également un nombre important d'oiseaux, bien au delà de la faune locale, de même que des vitrines spécialisées dans la présentation des Marsupiaux (110 espèces présentées sur 140 recensées) ou une série significative de Primates.

Dans l'ordre des Carnivores, l'on peut y trouver une variété assez soutenue de Canidés (loups, chiens, renards), d'Ursidés (ours), de Mustélidés (martres, loutres) de Félidés (lions, lynx) de Viverridés (Genettes). La même salle présente plusieurs sauriens (crocodiles, caïmans) et l'emblématique Éléphante dont la dépouille fut donnée par le Cirque Pinder en 1894.

Dans sa configuration actuelle, le Muséum présente plus de 2500 spécimens d'animaux, répartis sur les cinq salles d'exposition.

## Ornithologie
Le Muséum possède près de 3000 spécimens d'oiseaux, dont plus de 1200 exposés au public.

## Météorite d'Orgueil
voir l'article Météorite d'Orgueil

## Préhistoire
voir l'article Abris de Bruniquel